# كاتالينا بيريز
كاتالينا بيريز (بالإسبانية: Catalina Pérez)‏ (16 فبراير 1989 - ) هي لاعبة كرة قدم أرجنتينية في مركز الدفاع. شاركت مع منتخب الأرجنتين لكرة القدم للسيدات.

## وصلات خارجية
- كاتالينا بيريز على موقع الاتحاد الدولي (مؤرشف)  (الإنجليزية)
- كاتالينا بيريز على موقع قاعدة بيانات كرة القدم.إي يو (الإنجليزية)
- كاتالينا بيريز على موقع Soccerway.com (الإنجليزية)
- كاتالينا بيريز على موقع عالم كرة القدم.نت (الإنجليزية)